# Brachystelma exile
Brachystelma exile är en oleanderväxtart som beskrevs av Arthur Allman Bullock. Brachystelma exile ingår i släktet Brachystelma och familjen oleanderväxter. Inga underarter finns listade i Catalogue of Life.